# Paromarteon fasciatum
Paromarteon fasciatum is een keversoort uit de familie vuurkevers (Pyrochroidae). De wetenschappelijke naam van de soort is voor het eerst geldig gepubliceerd in 1921 door Lea.